# Miniatures
Miniatures, Vier klaverstykker is een verzameling werkjes van Christian Sinding. Het werd uitgegeven door Norsk Musikforlag, die in maart 1909 een advertentie plaatste. Daarna ontbreekt elk spoor van de werkjes.